# Арнольд, Юлиус
Юлиус Арнольд (1835—1915) — немецкий патологоанатом.

## Биография
Родился в Цюрихе 19 августа 1835 года в семье Фридриха Арнольда.
Изучал медицину в университетах Гейдельберга, Праги, Вены и Берлина, слушал Рудольфа Вирхова. В 1859 году получил степень доктора медицины, в 1863 году — хабилитацию.
С 1866 года был доцентом (с 1870 года — профессором) кафедры патологической анатомии Гейдельбергского университета, а также директором университетского патологического института.
До своей последней публикации в возрасте 70 лет о важности жирового обмена для образования молока и молозива Арнольд написал 120 статей в области гистологии и патологической анатомии. В 1894 году, через три года после первой публикации Киари, Арнольд описал патологические изменения у младенца, умершего вскоре после родов: «Myelocyste, Transposition von Gewebskeimen und Sympodie». В 1907 году двое учеников Арнольда Эрнст Швальбе и Гредиг, опубликовали работу, в которой подчеркнули связь между грыжей спинного мозга и сдавливанием продолговатого мозга и использовали термин: «Мальформация Арнольда — Киари». При этом они не упомянули более раннее сообщение по этой теме Клеланда.
Умер 3 февраля 1915 года в Гейдельберге. Был похоронен на кладбище Бергфридхоф, вместе с отцом.  

## Избранные публикации
- Anatomische Beiträge zu der Lehre von den Schusswunden. — Heidelberg 1873.
- Untersuchungen über Staubinhalation und Staubmetastase. — Leipzig 1885.
- Über den Kampf des menschlichen Körpers mit den Bakterien. — Heidelberg 1888.